# Alexandr Ivanovič Gercen
Alexandr Ivanovič Gercen (rusky Алекса́ндр Ива́нович Ге́рцен, 25. březnajul./ 6. dubna 1812greg. Moskva – 9. lednajul./ 21. ledna 1870greg. Paříž) byl ruský revoluční demokrat, filosof, publicista a spisovatel, politický aktivista, hlavní představitel ruského agrárnického radikálně demokratického hnutí (někdy nazývaného agrárnický populismus) bojujícího za zrušení nevolnictví a hlásající specifickou ruskou cestu k socialismu. Lenin charakterizoval Gercena jako jednoho z prvních ruských revolučních demokratů, který „sehrál velikou roli v přípravě revoluce v Rusku.“ Závěr života strávil v emigraci.
Svými kritickými až groteskními prózami – například Kdo je vinen (1847) nebo Straka zlodějka (1848) se přiřadil k naturální škole.

## Život

### Život v Rusku
Jeho otec byl bohatý ruský statkář a šlechtic Ivan Alexejevič Jakovlev, který se při jedné z cest po Evropě seznámil ve Stuttgartu se sedmnáctiletou Luisou Haagovou a odvezl si ji do Ruska. Nikdy se s ní neoženil, ale žil s ní až do smrti. Svému synovi Alexandrovi, který byl dítětem lásky (Kind des Herzens), dal symbolické příjmení Gercen. Alexandr Gercen se narodil v Moskvě v roce 1812, kdy byla obsazena císařem Napoleonem. Jeho otec byl prostředníkem při doručení Napoleonova dopisu caru Alexandrovi I. do Petrohradu. 

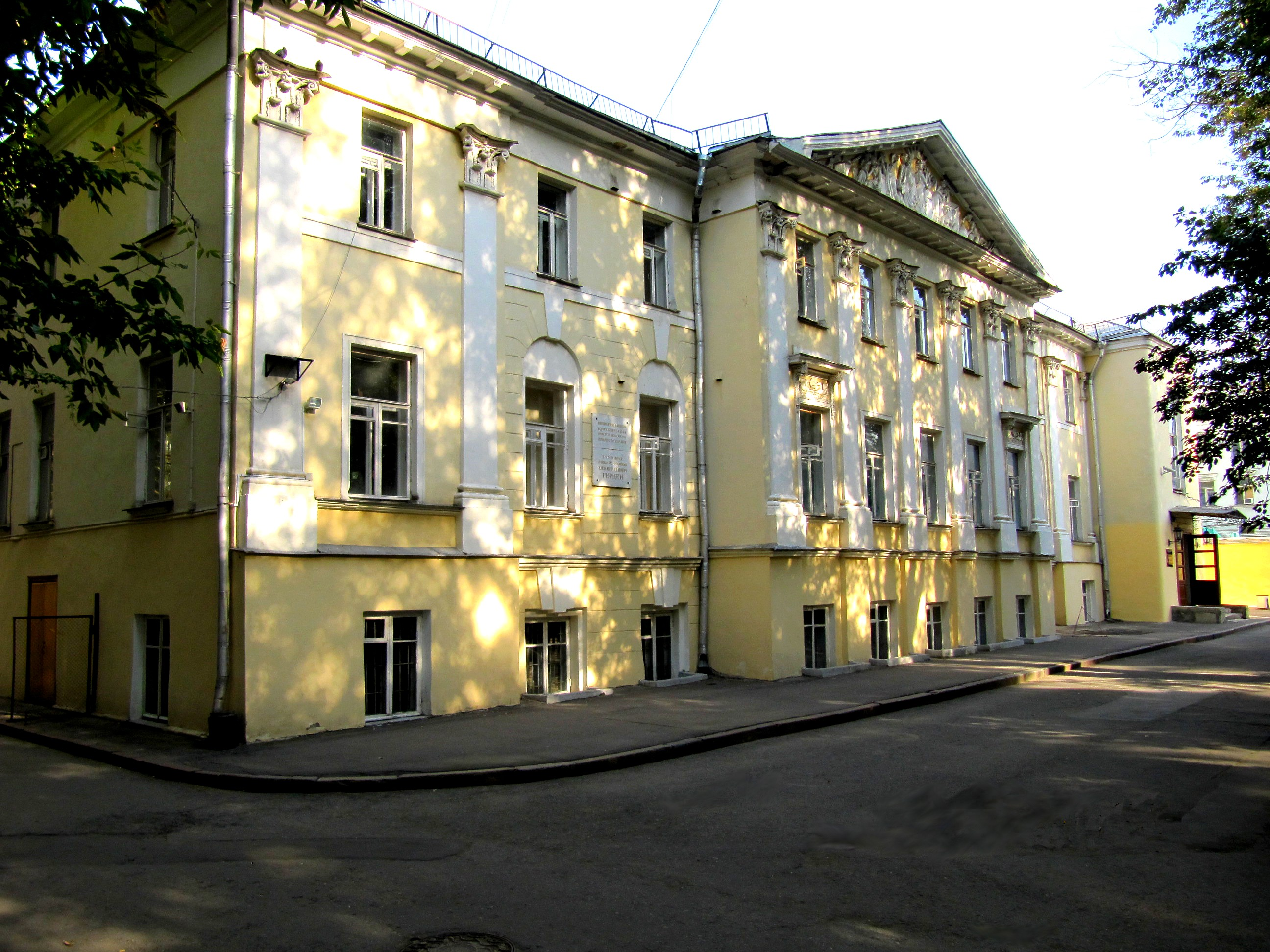
Gercenův rodný dům v Moskvě (nyní Památník historie a kultury konce 18. a začátku 19. století))

Alexandr byl zvídavý a dobrý student, který se zajímal o literaturu, filozofii a přírodní vědy. Byl vášnivý čtenář a nejvíce ho ovlivnili němečtí romantičtí básnící Heine a Schiller, z ruských Puškin. Už v mládí navázal úzké přátelství s Nikolajem Ogarjovem, které jim vydrželo celý život. Silný dojem na oba udělalo povstání děkabristů v roce 1825 a oba si slíbili, že budou bojovat za jejich ideály, myšlenky a za svobodu.
Děkabristé probudili Gercena. Gercen rozvinul revoluční agitaci.
Lenin, Památce Gercena 
Otec mu zajistil úřednické místo v komisi pro rekonstrukci kremelských budov, ale Alexandr chtěl studovat a v roce 1829 se zapsal na matematicko–fyzikální fakultu moskevské univerzity. Zapojil se tam společně s Ogarjovem, do revolučního kroužku, v němž diskutovali o filozofických myšlenkách utopického socialismu. V roce 1831 byl jedním z vůdců konfliktu mezi studenty a neoblíbeným profesorem a málem byl vyloučen. V roce 1833 studium ukončil dizertační prací o Koperníkově soustavě, za kterou obdržel stříbrnou medaili. Byl však spolu s několika dalšími studenty odsouzen do vyhnanství na základě falešného obvinění za zpěv proticarské písničky. V Permu, Vjatce a Vladimiru strávil tři roky jako úředník. Během tohoto období se začal věnovat literární práci. Psal drobné prozaické prvotiny Německý poutník(1835), Legenda (1835) a beletristickou črtu Hofman (1836).  Pod pseudonymem Iskander publikoval články časopisech. V květnu 1837 se proti vůli svého otce oženil se sestřenicí Natalií Zacharinovou, s níž udržoval milostnou korespondenci během vyhnanství. V roce 1839 se narodil syn Alexandr. Po skončení trestu v roce 1840 na otcovo naléhání nastoupil na ministerstvo spravedlnosti v Petrohradu. Pokračoval v psaní a v prosinci vyšly v časopise první kapitoly autobiografie Zápisky jednoho mladého člověka, v nichž vzpomíná na dětství a které nesou charakteristické znaky Gercenova pozdějšího literárního rukopisu. 
V jednom z dopisů se ostře vyjádřil proti postupu policie při zatýkání, která měla za následek smrt člověka. Za trest byl s rodinou nucen odejít do Novgorodu, kde pracoval až do roku 1842 v provinční vládě. Během pobytu se jim narodily dvě děti, které však zemřely několik dní po narození.
Po návratu do Moskvy se s přítelem Ogarjovem zapojil do boje proti náboženské ideologii slavjanofilů a připojil k hnutí západníků, kteří se zasazovali o zrušení nevolnictví a o přiznání nutnosti rozvíjení Ruska západoevropskou cestou. Stýkal se s dalšími literáty a radikálními demokraty usilujícími o změnu poměrů v Rusku (V.G.Bělinskij), ale vnitřní rozpory nedávaly předpoklad jejich realizace. V letech 1842 až 1847 psal články a eseje na různá témata např. Diletantismus ve vědě (1842), Dopisy o studiu přírody (1845–1846), v nichž poukazoval na důležitost poznání přírodních a společenských jevů. Rozum a rozumové poznání určovalo jeho filozofické názory a životní postoje. Psal také drobné prózy inspirované ideály osvobození člověka od útlaku a předsudků. Z tohoto období pochází jeho jediný román Kdo je vinen (1846), který na příběhu milostného trojúhelníku a krachu rodiny řeší postavení ženy v manželství a rozvíjí myšlenku svobodné lidské osobnosti, která vlastním rozumem a vlastními silami formuje a vytváří vlastní život.
V roce 1846 zdědil po smrti svého otce velké jmění, podal žádost o uvolnění ze státní služby a ve 35 letech s rodinou opustil Rusko. Stal se politickým emigrantem a až do konce svého života žil za hranicemi, protože tam se mohl svobodně vyjadřovat a vykonat víc práce pro Rusko.

### Život v emigraci
V roce 1847 odjel nejprve do Itálie, ale revoluční události roku 1848 ho přivedly do Paříže, kde se sblížil s jejími vedoucími osobnostmi a revolučními radikály. S krajany M.A.Bakuninem, N.I.Sazonovem, I.G.Golovinem a dalšími reprezentovali ve 40. letech minulého století tzv. druhé Rusko v zahraničí. Jako jeden z mála emigrantů byl finančně nezávislý, hostil významné ruské spisovatele, financoval revoluční noviny La Voix du People, které založil P.J.Proudhon. Gercen získal pověst politického spisovatele. V červnu 1849 mu hrozilo zatčení po účast na protivládní demonstraci, a proto uprchl do Švýcarska. Porážka revoluce a další vývoj v něm vyvolaly rozčarování, které se odrazilo v jeho publicistické tvorbě, v dílech Z druhého břehu (1847–1850) a Listy z Francie a Itálie (1847–1851). Rok 1848 znamenal i předěl v Gercenových názorech na budoucnost ruské společnosti. Začal odmítat pro Rusko cestu kapitalistického vývoje, tj. cestu západnictví, a přiklonil se k utopickým projektům ruského socialismu, které pak rozvinuli v šedesátých až osmdesátých letech 19. století ruští narodnici. Jeho majetek v Rusku byl v červenci 1849 zmrazen kvůli jeho revolučním aktivitám v emigraci, ale na přímluvu barona Rothschilda, byl carský zákaz zrušen.
V tomto období zasáhlo do jeho osobního života několik závažných událostí. Po příchodu do Paříže se jeho žena zamilovala do ženatého německého básníka Georga Herwegha. Gercen se pokusil uskutečnit volné soužití obou rodin podle zásad utopických socialistů a koupil vilu v Nice, kterou nazval Sídlo blíženců. Po několika měsících společného života však experiment skončil neúspěchem. V roce 1850 Natálie porodila dceru Olgu. Gercen měl údajně pochybnosti o svém otcovství, ale veřejně o tom nikdy nemluvil a dítě uznal za vlastní. Manželé se usmířili, ale v roce 1852 Natálie zemřela na tuberkulózu dva dny po porodu syna Vladimíra, který žil jen několik dní. V listopadu 1851 zahynula při havárii parníku při plavbě do Nice, kde měli sídlo, Gercenova matka a jeho hluchý syn Nikolaj, kterému bylo osm let. Těla se nikdy nenašla.
Gercen se v roce 1852 přestěhoval do Londýna, kde pod dojmem rodinné tragédie začal psát své paměti s názvem O tom, co bylo, monumentální dokument, který je považován za vrchol jeho literární tvorby. Poskytuje panoramatický pohled na společenský a politický život v ruském impériu, stejně jako na evropský západ v polovině 19. století. První části byly publikovány v roce 1856 v Londýně a Gercen pracoval na dalších kapitolách téměř až do své smrti. Kompletní kniha vyšla jako samostatné vydání až po Gercenově smrti.

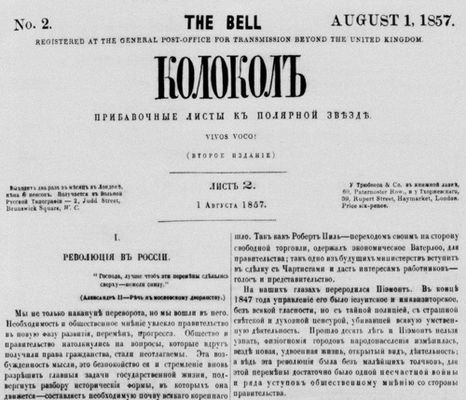
časopis Kolokol (Zvon) z roku 1857

Zapojil se do činnosti ruské politické emigrace a založil Svobodnou ruskou tiskárnu, nakladatelství pro tisk zakázaných publikací, jehož hlavním úkolem bylo mluvit k ruským lidem v Rusku. Vydával letáky a brožury k aktuálním vnitropolitickým i mezinárodním problémům Ruska, ale jejich ohlas byl zpočátku malý. Od roku 1855 vydával almanach Polární hvězda. V roce 1856 se k němu připojil jeho přítel Nikolaj Ogarjov a založili ruský revoluční týdeník Zvon (Колокол). Časopis byl v Rusku zakázán, stejně jako další Gercenova díla, ale byl distribuován tajně a mezi inteligencí byl velmi populární. Byl to první necenzurovaný ruský časopis, který bojoval proti nevolnictví, hájil svobodu slova a vyznání. Jeho vliv poklesl po zrušení nevolnictví v Rusku a hlavně kvůli podpoře polského povstání v roce 1863. Gercen byl vystaven silné kritice i pro nedostatečnou razantnost svých názorů, jelikož upřednostňoval postupnou změnu oproti revoluci. Historicko-filosofickým a politický otázkám se Gercen věnoval v cyklech statí Konce a začátky (1862–1863), Dopisech cestovateli (1865), Dopisech budoucímu příteli (1864–1866) a dalších.

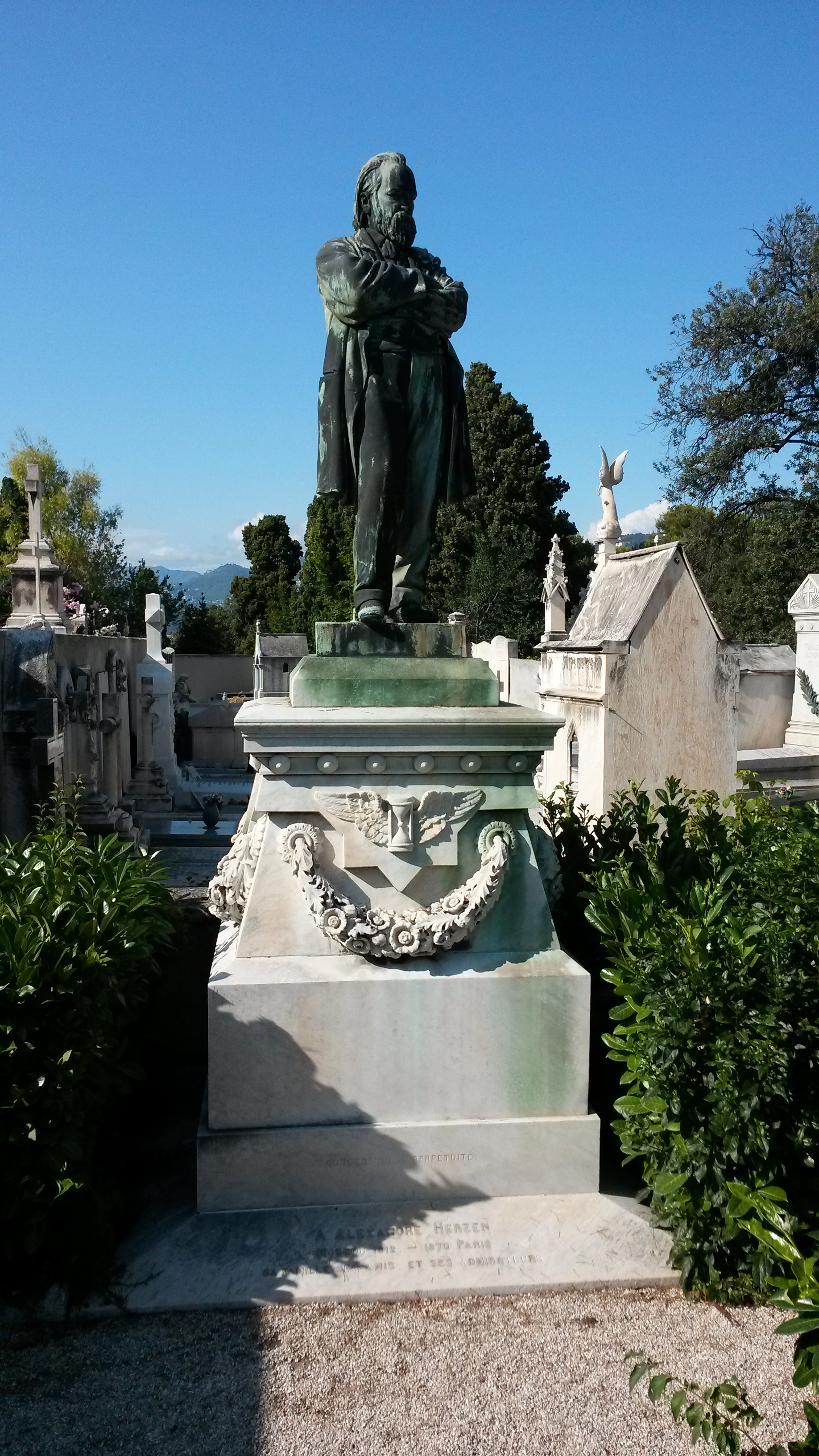
Gercenův hrob v Nice

Od roku 1857 žil v Londýně s manželkou Nikolaje Ogarjova Natálií Tučkovou. Měli spolu tři děti, které byly oficiálně považovány za Ogarjovovy. Dvě zemřely v dětském věku na záškrt, dcera spáchala v sedmnácti letech sebevraždu z nešťastné lásky. V roce 1869 Natalia Tuchková oficiálně obdržela příjmení Gerzen, které nosila až do svého návratu do Ruska v roce 1876. Přátelství mezi Gerzenem a Ogarjovem vydrželo i tuto zkoušku.
V roce 1865 začalo být ovzduší v Londýně pro Gercena a jeho nakladatelství obtížné, projevoval se vliv ruské vlády, která měla výhrady k jeho činnosti. Rozhodl se, že se usadí ve Švýcarsku, kde získal občanství. Žil jako sedlák ve vesnici Chatel u Murtenu. Do Švýcarska převedl i svou tiskárnu a následovali ho i spolupracovníci včetně Ogarjova. Gercenovým posledním a již posmrtně vydaným dílem jsou Dopisy starému příteli (1871) adresované M.A.Bakuninovi s nímž se rozešel v názoru na způsob politického boje a cesty, kterým lze dosáhnout společenských změn.
Alexandr Gercen zemřel na zápal plic při návštěvě Paříže 21. ledna 1870. Nejdříve byl pohřben na hřbitově Père–Lachaise v Paříži, o měsíc později byl jeho popel převezen do Nice, kde byl uložen na hřbitově Cimetière du Château.

## Názory
Ve svém filozofickém učení navazuje Gercen přímo na názory Lomonosova, Radiščeva a děkabristů. Snažil se přepracovat Hegelovu dialektiku v souladu s revolučně demokratickými úkoly a viděl v dialektice „algebru revoluce“. Ve svém hlavním filozofickém díle Listy o studiu přírody (rusky Письма об изучении природы) kritizoval Gercen idealistickou filozofii a žádal, aby se materialismus spojil s myšlenkou vývoje, aby se přírodověda spojila s filozofií, theorie s praxí. V teorii poznání se při řešení otázky zdroje poznatků pokusil Gercen překonat krajnosti empirismu a racionalismu. Gercen zdůvodňoval nerozlučnou souvislost mezi zkušeností a teoretickým myšlením a tvrdil, že poznatky, které se neopírají o zkušenost, nejsou pravdivé, nejsou vědou. Avšak právě tak nelze považovat za vědu pouhý výčet faktů.

## Dílo (výběr)

### Filozoficko-publicistické spisy
- Diletantismus ve vědě (1842–1843) je cyklus statí, v nichž popisuje různé projevy vyrovnávání se s příchodem nové podoby světa. Vědu obhajuje jako zdroj střízlivého poznání a snaží se ji uchránit před dezinterpretacemi a špatným pojetím. Věda by měla vstoupit praktického života, měla by být přístupná a srozumitelná masám. Kritizuje romantické diletanty, kteří vědu deformují do podoby náboženství. Diletantismus definuje jako platonickou lásku k vědě, která nepřináší žádný praktický užitek.[4]
- Listy o studiu přírody (1845–1846) jsou cyklem filozofickým statí z oblasti přírodních a sociálních věd. Mají sedm kapitol: Empirie a idealismus, Věda a příroda – fenomenologie myšlení, Řecká filozofie, Poslední epocha starověké filosofie, Scholastika, Descartes a Bacon, Bacon a jeho škola v Anglii.
- Z druhého břehu (1847–1850) v souboru esejů Gercen vysvětluje důvody emigrace a cíle, které si stanovil: chce Evropu seznámit s Ruskem. Tomu je věnována především stať Ruský lid a socialismus: Dopis Micheletovi, která je obranou ruského lidu proti předsudkům útokům francouzského historika.[4]
- O rozvoji revolučních idejí v Rusku (1851) na rozboru postavení ruského poukázal na existenci dvojího Ruska: imperiální (bohaté) a prostého lidu (chudé). Byl stoupencem socialismu v Rusku.Titulní strana prvního vydání knihy O tom, co bylo (1861)

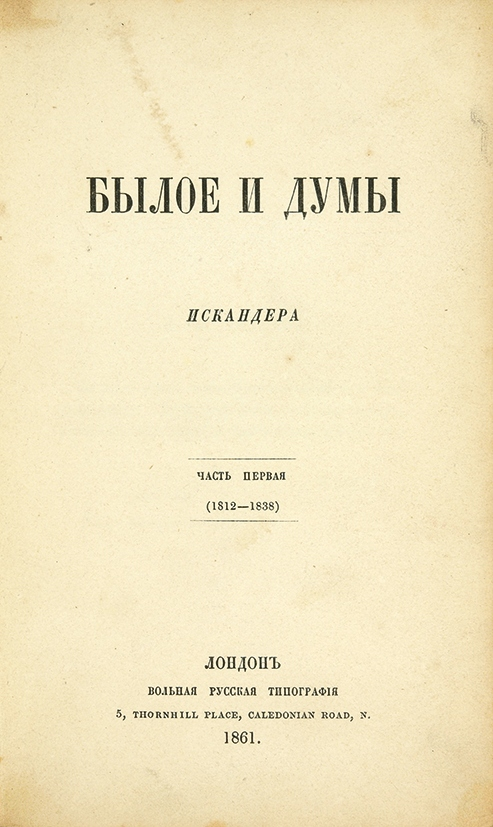
Titulní strana prvního vydání knihy O tom, co bylo (1861)

### Próza
- Zápisky jednoho mladého člověka (Записки одного молодого человека, 1840–1841) první část je autobiografický popis dětství a jinošství, druhá část s názvem Patriarchální mravy města Malinova (Патриархальные нравы города Малинова, 1841) popisuje místo Gercenova vyhnanství Vjatky
- Doktor Krupov s podtitulem O duševních nemocech vůbec, o jejich epidemickém rozšíření zvláště. Napsal Dr. Krupov (Доктор Крупов: О душевных болезнях вообще и об эпидемическом развитии оных в особенности. Сочинение доктора Крупова, 1847) satirická povídka o významu vědy v Rusku na životním příběhu lékaře–psychiatra.
- Straka zlodějka (Сорока-воровка, 1847), na tragickém příběhu nevolnice, která se stala herečkou, ale odmítla se podrobit svému pánu, kritizuje nevolnický řád v carském Rusku
- O tom, co byIo (Былое и думы, 1852–1868) memoáry, které představují encyklopedie ruského ideového života třicátých až šedesátých let 19. století
- Kdo je vinen? (Кто виноват?, 1846) sociální román, který je protestem proti nesmyslným a krutým poměrům, proti útlaku a zotročování lidské osobnosti.

## Fotogalerie

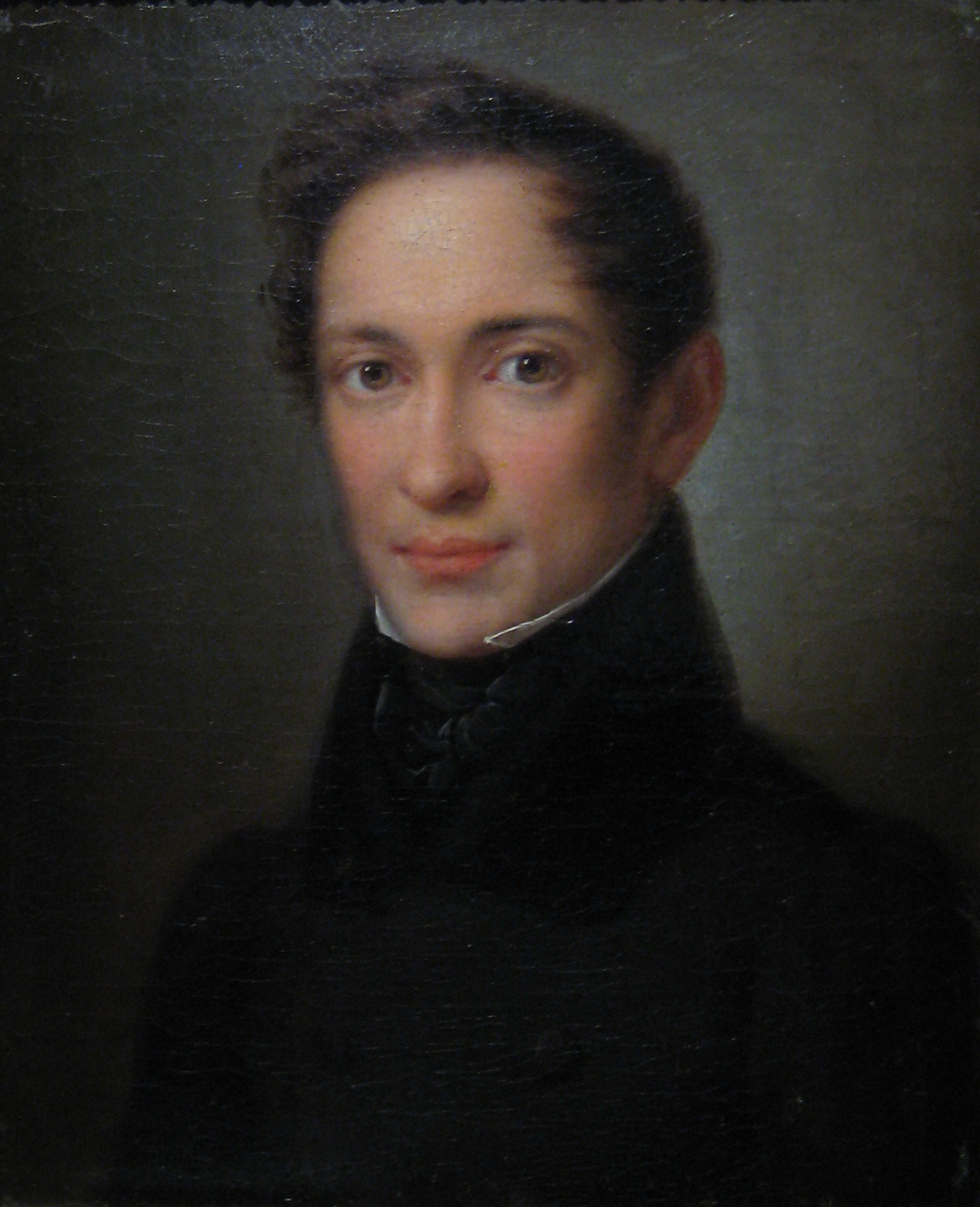
Alexandr Gerzen jako mladý muž na portrétu A.Zbrujeva (1830)
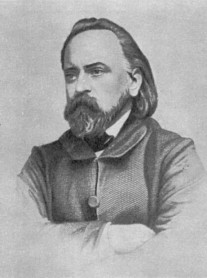
Alexandr Ivanovič Gercen
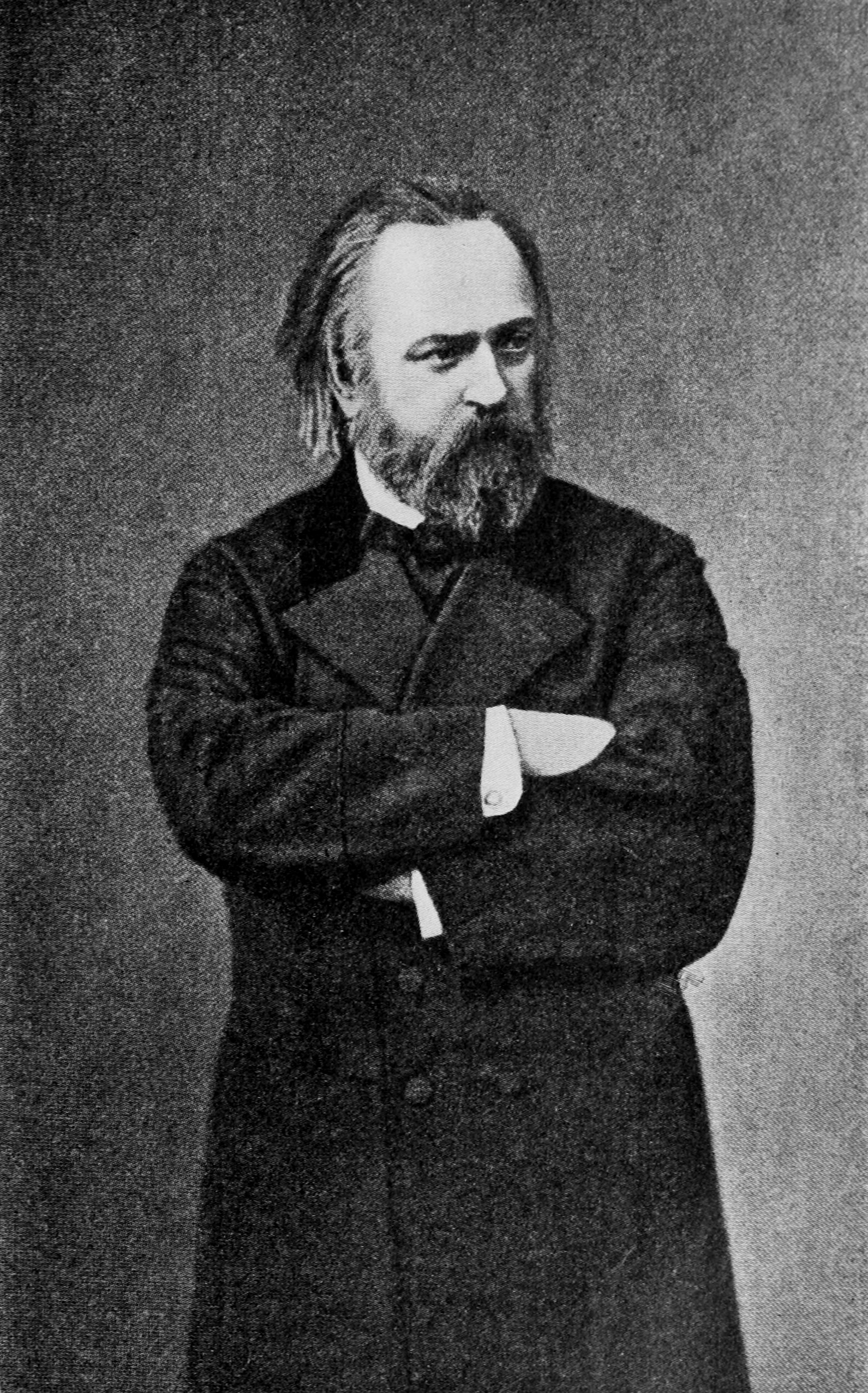
Alexandr Ivanovič Gercen
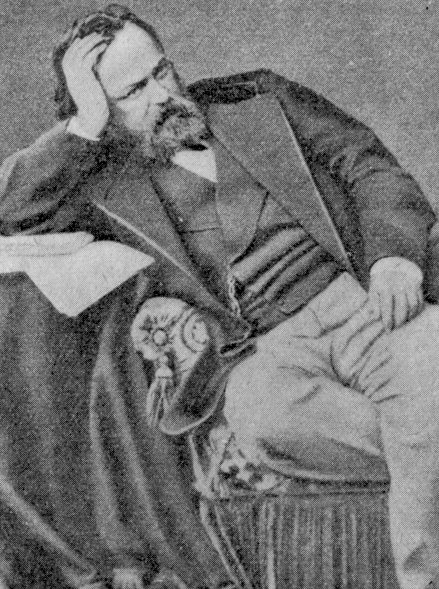
Alexandr Ivanovič Gercen
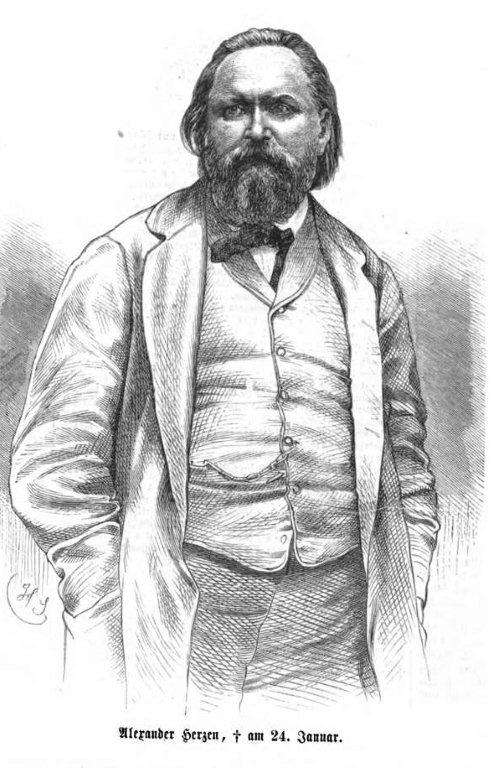
Alexandr Ivanovič Gercen
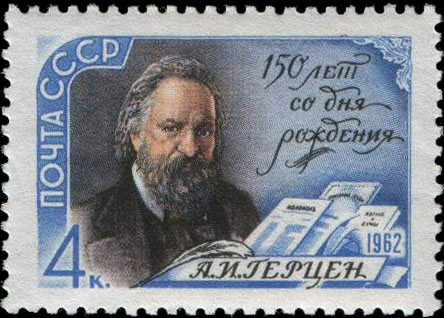
Alexandr Ivanovič Gercen na poštovní známce
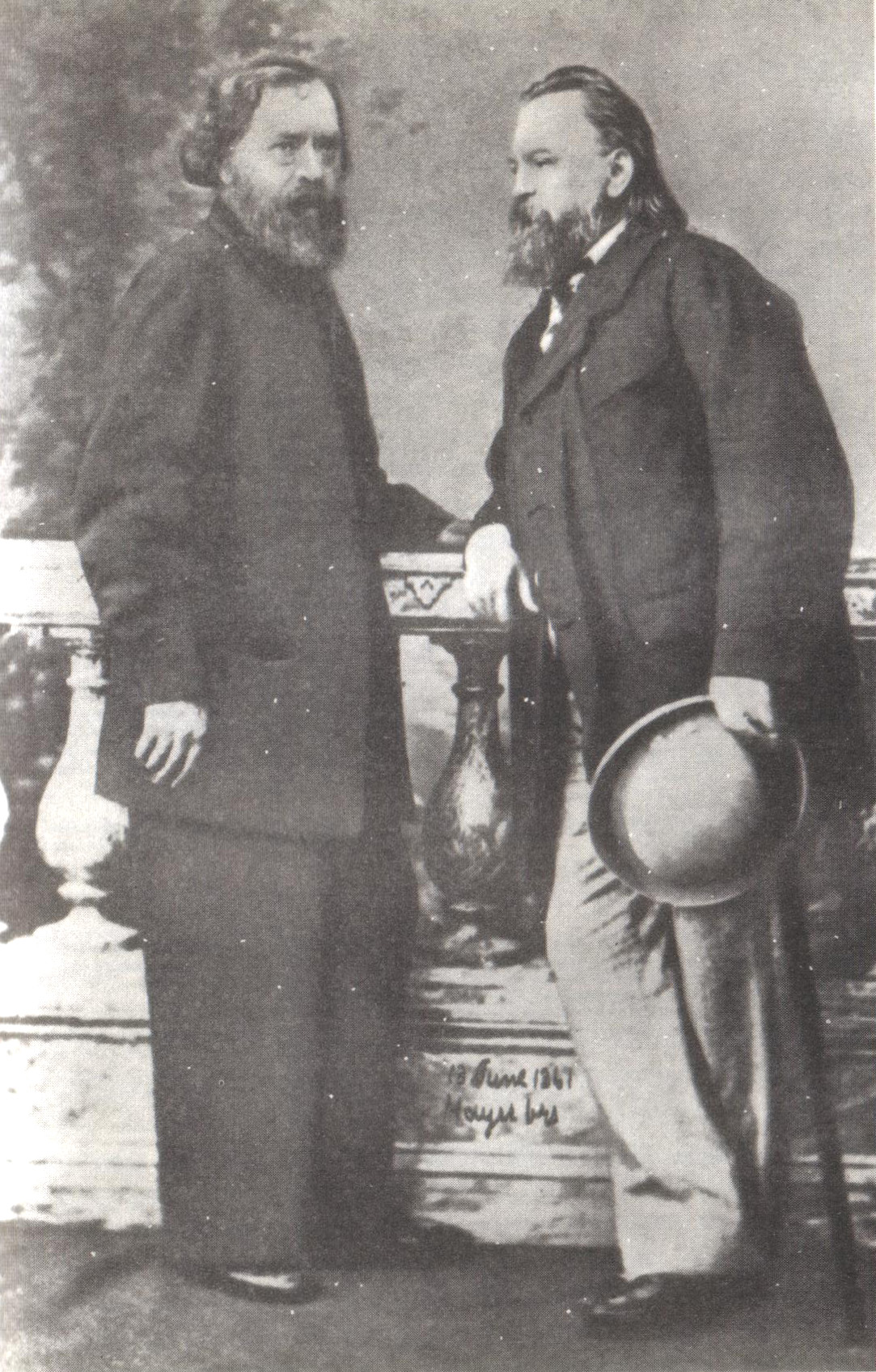
Ogarjov a Gerzen v roce 1861